# Gioco d'amore
Gioco d'amore (For Love of the Game) è un film del 1999 diretto da Sam Raimi.
È un adattamento del romanzo La partita perfetta (For Love of the Game) di Michael Shaara del 1991.
La traduzione letterale del titolo originale  For Love of the Game è "per amore del gioco", ovvero il baseball. È la storia di una partita, la partita perfetta, intervallata dai flashback della vita personale del protagonista.

## Trama
Billy Chapel, campione di baseball dei Detroit Tigers a fine carriera, affronta l'ultima partita prima del ritiro, in seguito ad un infortunio ad una mano; il vecchio proprietario ha venduto la squadra e l'anno seguente verrà venduto ai San Francisco Giants. Dopo 19 anni nei Tigers, Bill decide di abbandonare dopo l'ultimo incontro della stagione contro i New York Yankees. La sua forte attenzione per il baseball ha incrinato tuttavia i rapporti con la sua fidanzata, Jane Aubrey, che gli dice di dover partire dopo aver accettato un'offerta di lavoro a Londra. Mentre la donna aspetta l'aereo, guarda la partita in televisione mentre Billy inizia a ripensare agli ultimi cinque anni, da quando aveva conosciuto Jane in un'autostrada.
Perso nei suoi pensieri, Billy inizia a non pensare al gioco e accusa un dolore ad una spalla che gli fa precipitare la palla per due volte fuori dalla zona dello strike e venendo messo in panchina e qui, continua a pensare al padre defunto e a Jane.
Dopo aver terminato il gioco perfetto, Billy si siede da solo nella sua stanza d'albergo rendendosi conto che la sua vita da giocatore è finita. Nonostante la sua straordinaria realizzazione, Billy piange non solo per la perdita del baseball ma anche per Jane.
La mattina dopo, Billy va all'aeroporto per sapere informazioni su un volo per Londra. Qui, trova Jane che gli confessa di aver perso il suo volo la sera prima per vedere la partita perfetta dopodiché si abbracciano e si riconciliano aspettando insieme così l'aereo.

## Riconoscimenti
- 1999 - Razzie Awards
  - Nomination Peggior attore protagonista a Kevin Costner
- 2000 - Blockbuster Entertainment Awards
  - Nomination Miglior attrice non protagonista in un film drammatico/romantico a Jena Malone
- 2000 - Golden Reel Award
  - Nomination Miglior montaggio sonoro (Dialoghi e ADR)
- 2000 - Young Artist Awards
  - Nomination Miglior film drammatico per la famiglia
  - Nomination Miglior attrice giovane non protagonista a Jena Malone
- 1999 - Stinkers Bad Movie Awards
  - Nomination Peggior attore a Kevin Costner
- 2000 - YoungStar Awards
  - Nomination Miglior attrice giovane in un film drammatico a Jena Malone